# ان‌جی‌سی ۴۰
ان‌جی‌سی ۴۰ (به انگلیسی: NGC 40) (که با نام سحابی بو-تای و کالدول ۲ هم شناخته می‌شود). یک سحابی سیاره‌نما است که در ۲۵ نوامبر ۱۷۸۸ توسط ویلیام هرشل کشف شد و از گاز داغ در اطراف یک ستاره در حال مرگ تشکیل شده‌است. ستاره لایهٔ بیرونی‌اش را پس زده که در پشت یک ستارهٔ کوچک‌تر و داغ که درجهٔ حرارت سطح آن حدود ۵۰٬۰۰۰ درجهٔ سلسیوس می‌باشد، باقی مانده‌است. تابش از ستاره موجب می‌گردد که دمای سطح بیرونی به حدود ۱۰٬۰۰۰ درجهٔ سانتی‌گراد گرم شده و عرض آن به حدود یک سال نوری برسد. براساس فرضیهٔ دانشمندان تا ۳٬۰۰۰ سال بعد ان‌جی‌سی ۴۰
از بین رفته و ستارهٔ کوتولهٔ سفیدی تقریباً هم اندازهٔ زمین برجا خواهد ماند.

## نگارخانه

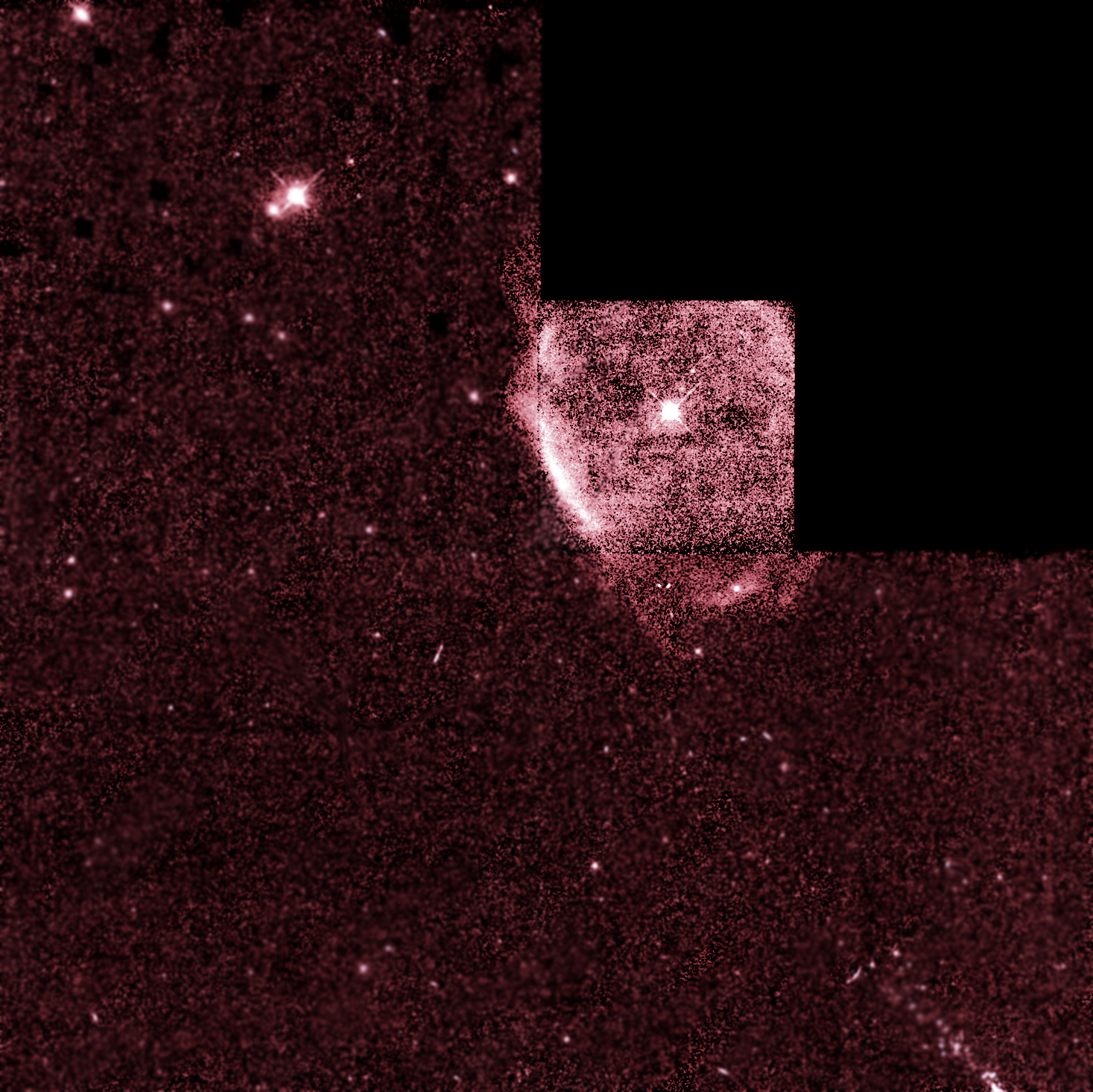
تلسکوپ فضایی هابل